# Кереселидзе, Константин Георгиевич
Константи́н Гео́ргиевич Кересели́дзе (груз. კონსტანტინე გიორგის ძე კერესელიძე, часто упоминаемый как Котэ Кереселидзе; род. 5 января 1932, Москва) — режиссёр-документалист. Заслуженный деятель искусств Грузинской ССР (1983).

## Биография
Котэ родился в Москве 5 января 1932 года. Его крестили в Сокольниках. С раннего детства он был окружен искусством.
Окончив школу, Котэ пошёл по стопам отца, поступив на факультет режиссуры Тбилисского театрального института им. Ш. Руставели, и в 1963 году окончил его по специальности режиссура. Решением Государственной экзаменационной комиссии от 30 июня 1965 года ему присвоена квалификация режиссёра драмы.
Константину несказанно повезло — его учителями были Михаил Туманишвили и Гига Лордкипанидзе, а вместе с ним на курсе учились Г. Струа, М. Кучухидзе, Т. Абашидзе.
В студенческие годы молодой Котэ увлекся джазом. 
Константин Георгиевич Кереселидзе сам подбирал музыкальное оформление к своим фильмам, а порой и музыку сам писал. Он был очень внимателен к своим партнерам на съемочной площадке, брал основную часть работы на себя, стараясь разгрузить других.
Член Союза кинематографистов Грузинской ССР.
Живёт в США. Входит в состав редакционного совета литературно-художественного журнала «Большой Вашингтон».

### Семья
Прадед — Иванэ Кереселидзе (1850—1892) — грузинский поэт и общественный деятель, издатель первого грузинского журнала «Цискари»; был другом художника Г.Гагарина, писателей А. С. Грибоедова, А. Г. Чавчавадзе, А. Дюма.
Отец — Георгий Георгиевич Кереселидзе, сын штабс-генерала российской армии; выпускник ВГИКа, режиссёр кино, театра и телевидения.
Мать — Тамара Михайловна Чейшвили, выпускница балетной студии в Москве, танцовщица, балерина и хореограф.
Жена (с 1965) — Лариса Алексеева (? — 1995) — художник, мастер гобелена, керамик и руководитель детской студии народного творчества в Тбилиси.
Дети:
- Георгий (Гия; род. 13.3.1966, Тбилиси) — художник-мультипликатор, победитель кинофестиваля Св. Андрея, лауреат премии зрителей Независимого кинофестиваля округа Колумбия[6];

## Фильмография
| Год  |     | Название                                      | Примечание                                                                          |
| ---- | --- | --------------------------------------------- | ----------------------------------------------------------------------------------- |
| 1964 | док | Григорий Эристави                             | Имя персонажа не указано                                                            |
| 1964 | док | Музыка для вас                                | Имя персонажа не указано                                                            |
| 1965 | кор | Только 17 километров                          | Имя персонажа не указано                                                            |
| 1966 | ф   | Как экономить миллионы?                       | научно-популярный                                                                   |
| 1967 | док | Маро Таркнешвили                              | Имя персонажа не указано                                                            |
| 1968 | док | Волшебный напиток                             | Имя персонажа не указано                                                            |
| 1968 | док | Охотник без ружья                             | Имя персонажа не указано                                                            |
| 1969 | док | Генерал Кирквидзе                             | Имя персонажа не указано                                                            |
| 1970 | док | Советская Грузия                              | Имя персонажа не указано                                                            |
| 1970 | док | Прядильщицы                                   | Имя персонажа не указано                                                            |
| 1970 | док | Грузинский Электровоз                         | Имя персонажа не указано                                                            |
| 1970 | док | Её звезда                                     | Имя персонажа не указано                                                            |
| 1971 | док | Здравствуй, Грузия!                           | Имя персонажа не указано                                                            |
| 1972 | док | Пионеры                                       | Имя персонажа не указано                                                            |
| 1972 | док | Машина Сакарцвело                             | Имя персонажа не указано                                                            |
| 1972 | док | Баллада                                       | Имя персонажа не указано                                                            |
| 1973 | док | Советская Грузия                              | Имя персонажа не указано                                                            |
| 1973 | док | Элисо Варсаладзе                              | Имя персонажа не указано                                                            |
| 1974 | ф   | И быстрей, чем поколение                      | научно-популярный                                                                   |
| 1974 | док | Зураб Саларидзе                               | Имя персонажа не указано                                                            |
| 1974 | ф   | Электроника и агрохимия                       | научно-популярный                                                                   |
| 1975 | ф   | Параметр РН                                   | научно-популярный 1 серия — Симпозиум 2 серия — Мозги и роды 3 серия — Эксперименты |
| 1976 | ф   | Искусственный интеллект                       | научно-популярный                                                                   |
| 1976 | ф   | Микромашина АИП                               | научно-популярный                                                                   |
| 1977 | док | Внитме                                        | научно-популярный                                                                   |
| 1977 | док | Алаверди                                      | Имя персонажа не указано                                                            |
| 1977 | док | Никордшминда                                  | Имя персонажа не указано                                                            |
| 1978 | док | Стена прекрасного                             | Имя персонажа не указано                                                            |
| 1978 | ф   | Инструмент партийного руководства             | научно-популярный                                                                   |
| 1978 | док | Один день в театре                            | Имя персонажа не указано                                                            |
| 1979 | ф   | Вместо золота и серебра                       | научно-популярный                                                                   |
| 1980 | док | Память                                        | Имя персонажа не указано                                                            |
| 1980 | док | Дорога Созиданию                              | Имя персонажа не указано                                                            |
| 1980 | док | Бригадир                                      | Имя персонажа не указано                                                            |
| 1981 | док | Таинство                                      | Имя персонажа не указано                                                            |
| 1981 | док | Советская Грузия                              | Имя персонажа не указано                                                            |
| 1981 | док | Фестиваль классической музыки в Тбилиси       | Имя персонажа не указано                                                            |
| 1982 | док | Весна                                         | Имя персонажа не указано                                                            |
| 1982 | ф   | Золотая рыбка                                 | научно-популярный                                                                   |
| 1983 | док | Микола Бажанин и Грузия                       | Имя персонажа не указано                                                            |
| 1983 | ф   | Приборы измеряют точность                     | научно-популярный                                                                   |
| 1983 | ф   | Открытие 250                                  | научно-популярный                                                                   |
| 1983 | док | Эта Грузия                                    | Имя персонажа не указано                                                            |
| 1984 | ф   | Его величество лимон (Поезда бегут по трубам) | научно-популярный                                                                   |
| 1985 | ф   | Каз 4550. Щедрые Гектары                      | научно-популярный                                                                   |
| 1986 | ф   | Меченый атом                                  | научно-популярный                                                                   |
| 1987 | ф   | Пицунская сосна                               | научно-популярный                                                                   |
| 1988 | ф   | Династия                                      | научно-популярный                                                                   |
| 1988 | ф   | Чай — наш друг                                | научно-популярный                                                                   |
| 1989 | ф   | Художник Гиви Кандарели                       | научно-популярный                                                                   |
| 1989 | док | Забытое имя                                   | Имя персонажа не указано                                                            |
| 1989 | док | Давид Бадридзе                                | Имя персонажа не указано                                                            |
| 1990 | док | Иванэ Кереселидзе                             | Имя персонажа не указано                                                            |
| 1990 | док | Виктор Долидзе                                | Имя персонажа не указано                                                            |
| 1990 | док | На земле грузинской                           | Имя персонажа не указано                                                            |
| 1991 | док | Грузинский танец                              | Имя персонажа не указано                                                            |
| 1991 | док | Музыкальное шоу                               | Имя персонажа не указано                                                            |
| 1991 | док | Хроника Грузии                                | Имя персонажа не указано                                                            |
| 1991 | док | Самеба                                        | Имя персонажа не указано                                                            |

## Награды и признание
- Победитель социалистического соревнования (1976, 1977, 1988)
- Отличник кинематографии СССР (1981)
- Заслуженный деятель искусств Грузинской ССР (1983)